# クーンツ (ミサイル駆逐艦)
|          | |
| 艦歴     | |
| 発注     | |
| 起工     | 1957年3月1日 |
| 進水     | 1958年12月6日 |
| 就役     | 1960年7月15日 |
| 退役     | 1989年10月2日 |
| その後   | 1999年2月にスクラップとして売却 |
| 除籍     | |
| 性能諸元 | |
| 排水量   | 満載：5,648トン |
| 全長     | 512 ft 6 in (156.2 m) |
| 全幅     | 52 ft 4 in (16 m) |
| 吃水     | 17 ft 9 in (5.4 m) (max) |
| 機関     | ギアード・タービン2基、ボイラー4基、85,000 SHP、2軸推進 |
| 最大速力 | 33ノット |
| 乗員     | 士官、兵員377名 |
| 兵装     | Mk.42 5インチ単装砲 1基 Mk.10 SAM連装発射機 1基(テリア 改装後スタンダードER) Mk.16 アスロック8連装発射機 1基 Mk.32 3連装短魚雷発射管 2基 Mk.141 ハープーンSSM4連装発射筒 2基（改装後搭載） |
| モットー | |

クーンツ (USS Coontz, DLG-9/DDG-40) は、アメリカ海軍の駆逐艦。ファラガット級駆逐艦の4番艦。艦名はロバート・クーンツ大将にちなむ。

## 艦歴
クーンツは、1957年3月1日にピュージェット・サウンド海軍造船所で起工した。それはクーンツ提督が同造船所の司令官を退任してからちょうど39年目のことであった。西海岸で建造される最初のミサイル駆逐艦として、クーンツは1958年12月6日にロバート・J・クーンツ夫人（クーンツ提督の孫の妻）によって命名、進水した。
1960年7月15日に艦長H・H・レイス中佐の指揮下就役したクーンツは、1961年4月に整調後の訓練を完了した。その後太平洋艦隊巡洋艦駆逐艦隊に配属、第152駆逐艦隊の旗艦任務に就き、母港はカリフォルニア州サンディエゴが指定された。1961年5月4日から7月12日までクーンツは第15駆逐戦隊司令官の旗艦任務に就いた。

### ミサイル・フリゲートとして
クーンツは1961年8月10日にサンディエゴを出航、第7艦隊と合流し高速空母任務部隊に加わった。7ヶ月間の第7艦隊配備で、クーンツは55,000マイルを巡航し日本、韓国、香港、オーストラリアおよびアメリカ領サモアを訪問した。十分な戦闘即応性を維持するための訓練演習の間に、クーンツはミサイル運用の優秀性から戦闘効率賞を受賞している。
1962年3月23日に本国に戻り、クーンツは第1艦隊に再合流、1962年4月に第17駆逐戦隊の旗艦となる。1962年8月11日から11月11日まで第11駆逐艦巡洋艦隊の指揮艦任務に就き、その後再び第17駆逐戦隊の旗艦となった。
1962年7月、ジェームズ・R・コリアー中佐がレイス大佐に代わって艦長に着任した。クーンツは第7艦隊と共にアジア海域に展開し、日本の横須賀、神戸、呉、別府および香港を訪問した。この任務の間にNASAのマーキュリー・アトラス8号計画の回収艦任務にも従事している。1962年10月3日にウォーリー・シラーは、100マイル(160km)の高度で地球の周回飛行を行った。クーンツは回収作業のための待機艦としてリストアップされたが、任務には従事しなかった。クーンツは1963年5月に本国に帰還した。1963年6月にはジョン・F・ケネディ大統領に対してテリア対空ミサイルの攻撃能力デモンストレーションを行った。
1963年10月から1964年4月にかけてロングビーチ海軍造船所でオーバーホールが行われ、クーンツのミサイルシステムは近代化された。1964年3月7日にコリアー中佐に代わってユージーン・C・ケニオン・ジュニア中佐が艦長として着任した。
クーンツは兵装システムの公試および回復訓練を終え、1964年4月に太平洋艦隊に再合流した。ミサイル運用および砲術に関して戦闘効率賞を受賞し、その後8月3日に第17駆逐艦隊の旗艦となり、8月5日に西太平洋に向けて出航した。
1964年8月16日に第7艦隊に合流すると、高速空母任務部隊の1隻として6ヶ月間の任務に就く。41,000カイリの距離を航海し、フィリピンのスービック海軍基地、香港、佐世保、横須賀を訪問した。12月にクーンツはベトナム戦争での南シナ海における作戦活動支援の功績で軍遠征章を受章した。3度目の西太平洋配備を完了すると、第1艦隊の指揮下に戻り、1965年2月6日に帰還した。
第1艦隊での作戦活動には、1965年夏の士官候補生の訓練巡航も含まれた。この巡航でクーンツはワシントン州ベリングハム、ワシントン、カリフォルニア州サンフランシスコ、ハワイ州ヒロ、真珠湾を訪問した。この期間のエンジニアリング、通信および対潜水艦戦の功績で「E」「C」「A」を受賞している。1965年8月14日、ケニオン中佐が退任し、W・カミングス中佐が艦長に着任した。
1965年12月から1966年1月までクーンツはサンディエゴでヘリコプター運用のための改修が行われた。この改修には甲板上の通排気口の再配置、艦尾部分の構造物の撤去、JP-5 燃料供給浄化装置の設置およびヘリコプター運用のための動力供給システムの設置が含まれた。クーンツは同級におけるヘリコプター運用改修が行われた最初の艦であった。
作業が完了すると1月にサンディエゴを出航、6ヶ月におよぶ第7艦隊配備に向かった。静岡県下田市、神奈川県横須賀市、フィリピンのスービック湾、台湾の高雄を訪問し、3月には西太平洋配備における功績で殊勲部隊章を受章した、4回目の配備を終えるとクーンツは第1艦隊に配属となり、1966年8月1日に帰国した。
ロングビーチ海軍造船所工廠を出発した後、クーンツはサンディエゴへ戻り、訓練および維持調整を始めた。その後西太平洋に展開、再び第7艦隊に合流し、30日間の探索救助任務に従事、同様に空母作戦活動および特別任務に従事した。その間に香港、横須賀、スービック湾を訪問している。
5度目の西太平洋配備中の1967年7月28日、カミングズ中佐に代わってE・デール・ガイガー中佐が艦長に着任した。
8月、クーンツはインドネシアのジャカルタを訪問し、1963年の前半以来同国を訪問する最初のアメリカ軍艦艇となった。
その後トンキン湾で北部捜索救助ステーションで30日間の任務期間を2度過ごし、9名の飛行士の救助に参加した。香港を短期間訪問した後、オーストラリアのシドニーおよびニュージーランドのウェリントンを経由し、1968年2月8日に母港のサンディエゴに帰還した。
維持調整期間の間に、試験および評価モニタリングシステムが装備され、第1艦隊での作戦活動に入った。これは水上艦艇への同システムの最初の導入であった。任務には士官候補生の夏季巡航も含まれ、サンフランシスコ、シアトル、真珠湾を訪問した。その後第1艦隊の作戦活動に参加し、その中には演習「Beat Cadence」も含まれ、1968年11月15日まで行われた。
1ヶ月後、ヤンキー・ステーションに到着し、クリスマスをライン上で過ごす。1969年2月8日、ガイガー中佐に代わってロナルド・P・ローン中佐が艦長に着任、クーンツは香港に向かった。
その後トンキン湾に戻り、別の救助探索任務に従事、続いて横須賀での維持調整期間に入る。EC-121 機が北朝鮮のジェット機によって撃墜され、クーンツは日本海に急行した。任務を終えるとスービック湾を経由して5月18日にサンディエゴに帰還した。
維持調整期間の後1969年9月にクーンツは第1艦隊の1隻として演習 HUKASWEX に参加した。海上でのいくつかの活動の後、広範囲維持調整期間に入る。クーンツは1969年の補給活動、対潜水艦戦活動での功績で受章している。作業は1970年3月3日に完了した。7月8日、ローン中佐が退任し、T・J・バウエン中佐が艦長に着任した。
1971年1月、第7艦隊配備の直後クーンツはサンディエゴを出航、パナマ運河を経由してフィラデルフィア海軍造船所で広範囲オーバーホールおよび近代化改修が行われた。改修と共に1971年2月23日に退役となり、対空兵装の改修後1972年3月18日に再就役、母港はロードアイランド州ニューポートに変更された。艦長にはT・R・M・エメリー中佐が3月8日に着任した。
グアンタナモ湾での試験およびカリブ海での6ヶ月間の作戦活動の後、クーンツは南米およびアフリカへの示威巡航を行った。その後ボストン海軍造船所に入渠し3ヶ月間の信頼性調査が行われた。訓練および準備期間の後、1973年7月6日に出航、最初の第6艦隊配備で地中海に向かった。1973年12月20日にエメリー中佐が退任、F・N・ハウ中佐が艦長に着任した。
1974年1月、母港がニューポートからバージニア州ノーフォークへ変更された。クーンツは1974年11月15日に地中海に向けて出航、様々なアメリカ軍およびNATOの演習に参加した。

### ミサイル駆逐艦として

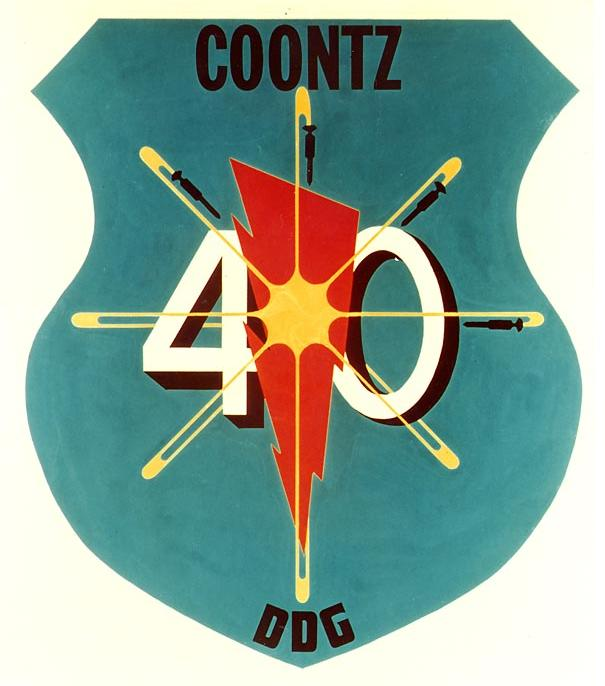
1975年に採用されたクーンツの記章。

1975年7月1日に行われた艦種再編で、クーンツは DDG-40 （ミサイル駆逐艦）へ艦種変更された。1976年1月17日、大西洋海軍即応部隊 (Standing Naval Forces Atlantic, STANAVFORLANT) の一部として出航する。

### 退役
1989年7月21日、コッブ艦長に代わってW・E・コックス艦長が着任した。コックス艦長の指揮下、クーンツは1989年10月2日にペンシルベニア州フィラデルフィアで退役した。船体はスクラップとして1994年4月に売却されたものの、1996年10月に海軍に寄って再取得された。その後再び1999年2月にフィラデルフィアのメトロ・マシン社に売却された。いくつかの小部品は個人のコレクションとして売却されたが、大半は分解された。解体は2003年2月26日に完了し、金属部材はニュージャージー州カムデンのカムデン・アイアン・アンド・メタル社に売却された。
2006年、クーンツの元乗組員から成るUSSクーンツ協会が、廃棄所から艦の船尾肋板を入手した個人コレクターからその譲渡を受けた。船尾肋板には艦名が刻印されており、その後クーンツ提督の故郷であるミズーリ州ハンニバルに寄贈された。2007年3月31日、艦の元乗組員である海軍情報部次長ネイサン・ジョーンズ大将とハンニバル市の職員が出席してニッパー公園で船尾肋板の贈呈式が行われた。それは艦が起工してから50年目のことであった。
2007年5月、USSクーンツ協会は海軍に対してクーンツ提督の名を艦名に採用するよう海軍長官へのオンライン署名運動を始めた。最新のアーレイ・バーク級ミサイル駆逐艦の艦名は2008年5月にマイケル・マーフィーと決定している。